# 仇液
仇液（?—?），又作仇郝，战国趙國人，宋国的相国。
前306年，仇液奉趙武靈王命令出使韓國。前298年，秦昭王攻楚國，取得析（今河南西峡）十六城，赵國楼缓入秦國为相。齐國、魏國、韩國攻秦至函谷关。楚國想和齐國结盟，魏國劝说赵國、宋國同齐國、魏國、韩國三国联合，以孤立秦国。赵國拉拢宋国，便以仇郝相宋，赵國、秦國、宋國聯盟，對抗齐國、魏國、韩國的联盟。前295年，秦國免除楼缓，宋康王也免除仇液。一說，趙國認為楼缓開始不利於己，讓仇液到秦國，仇液用門客宋突的計策，使秦國免除楼缓用魏冉為相。